# Oreopanax ramosissimus
Oreopanax ramosissimus är en araliaväxtart som beskrevs av Albert Charles Smith. Oreopanax ramosissimus ingår i släktet Oreopanax och familjen Araliaceae. Inga underarter finns listade.